# Carlo Dolci

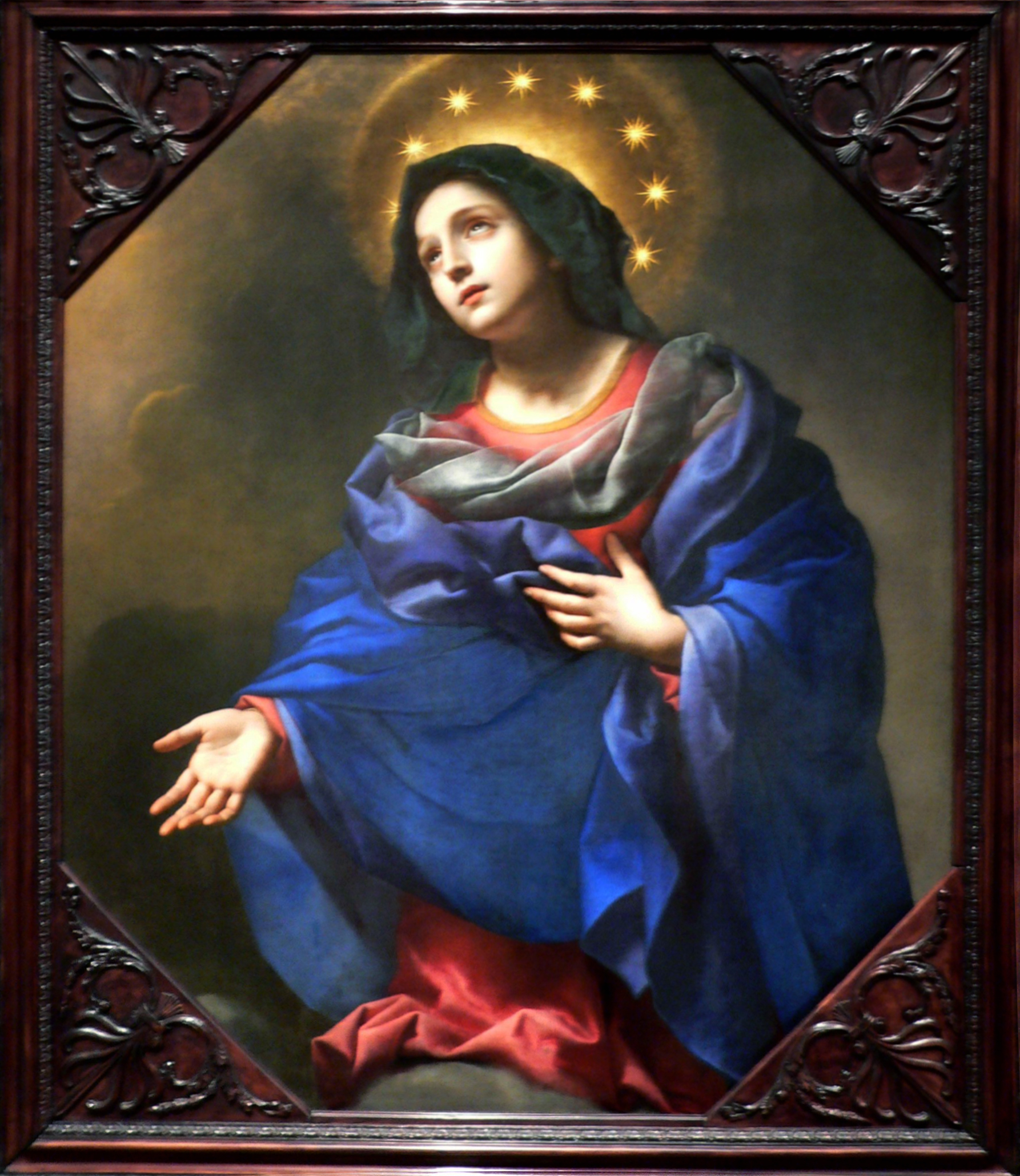
Madonna (circa 1670).

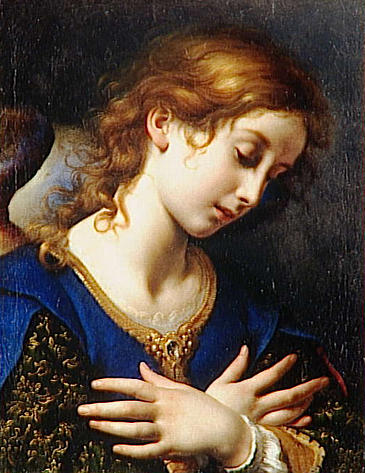
Dettal de l'Àngel de l'Anunciació (Museu del Louvre).

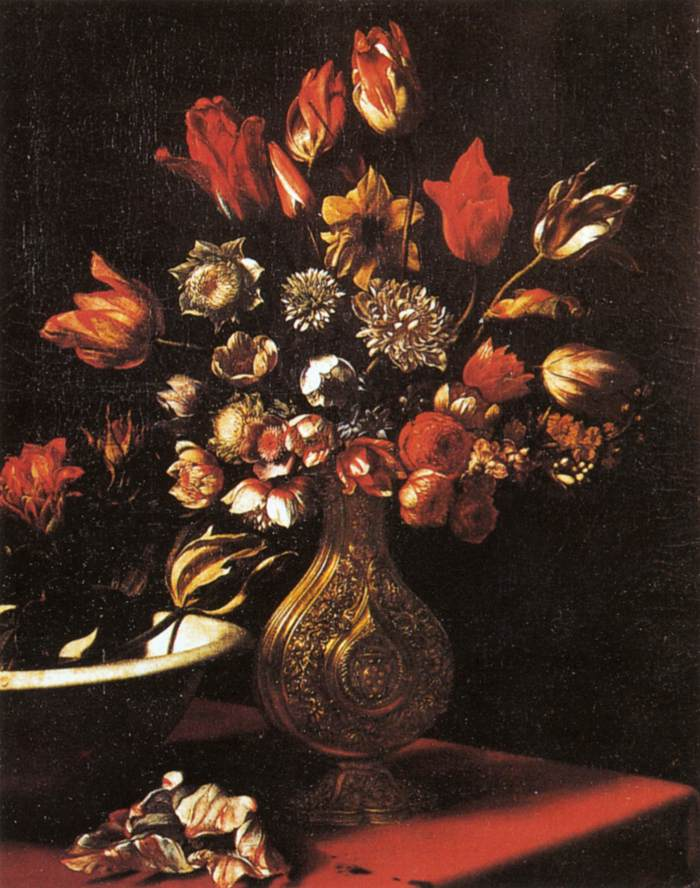
Natura morta amb flors (Galleria degli Uffizi, Florència).

Carlo Dolci o Carlino Dolci (Florència, 25 de maig de 1616 - Florència, 17 de gener de 1686) va ser un pintor italià del Barroc, actiu sobretot a Florència, conegut per les seves pintures religioses, copiades per altres artistes molt freqüentment. La seva popularitat va ser enorme fins ben entrat el segle xix, quan el gust pels temes religiosos tractats de manera edulcorada va decréixer notablement.

## Biografia
Va néixer a Florència, net de pintor per part de mare. Va començar el seu aprenentatge amb Jacopo Vignali a edat molt primerenca, per a després convertir-se en aprenent de Mario Balassi, a la mort d'aquest, va completar algunes obres que el mestre va deixar inacabades.
Dolci, mai no va ser un artista prolífic; li portava setmanes pintar un simple peu, segons el seu biògraf Filippo Baldinucci. La seva morosa forma de pintar li va impedir pintar al fresc, que necessita una certa rapidesa en l'execució. Normalment les seves obres són de mida petita, encara que en va realitzar algunes de mida natural. Repetia les seves composicions amb freqüència, modificant lleument les versions. La seva filla, Agnese Dolci, va realitzar excel·lents còpies de moltes d'elles.
Va ser un home piadós. Es diu que cada any, durant la Setmana Santa, va pintar sempre un Redemptor coronat d'espines fins al dia de la seva mort. L'any 1682 va patir una profunda depressió quan va saber que Luca Giordano, motejat com «Luca fa presto», pintava en cinc hores el que a ell li havia portat alguns mesos. Va morir a Florència el 1686.

## Anàlisi
Va ser un dotat retratista, encara que la seva reputació, molt gran ja en vida, la deu principalment a les seves pintures amb una única figura de mig cos, imbuïdes d'una profunda religiositat. La seva depurada tècnica es va fer més complexa i sofisticada amb la maduresa, encara que la seva turmentada personalitat es fa més patent en la seva obra després de la dècada de 1640.
El colorit vigorós i la lluminositat, unides a l'emoció i dinamisme de l'escola bolonyesa, són estranys a la pintura de Dolci i el barroc florentí. Immergit en la llarga tradició de la pintura florentina, Dolci va ser immune al nou moviment, lligat a la seva escola pàtria, rígida en el seu academicisme. Rudolf Wittkower el descriu com la versió florentina, en termes de temàtica religiosa, del romà Sassoferrato. Pilkington defineix el seu estil com pulcre i inexpressiu. Va ser criticat per invertir massa feina en cada una de les seves pintures, i per donar-li a les seves carnacions una aparença més propera al marbre que a la carn, un defecte en què també va caure Agnolo Bronzino.

## Obres
- Adoració dels Mags (National Gallery de Londres)
- Santa Caterina llegint (Residenzgalerie, Salzburg)
- Sagrada Família amb Déu Pare i l'Esperit Sant (c. 1630, oli sobre taula, 28 x 23 cm, Col·lecció privada)
- Retrat de Fra Ainolfo de'Bardi (1632, oli sobre tela, Palau Pitti, Florència)
- Pala de Sant'Andrea Cennano (1656, Montevarchi)
- Santa Cecilia (c. 1640, oli sobre taula, 126 x 99,5 cm, Museu de l'Hermitage, Sant Petersburg)
- Sant Andreu pregant abans de la seva crucifixió (1646, Palau Pitti, Florència)
- Fugida a l'Egipte (1648-1650, oli sobre tela, 39,7 x 49,5 cm, Institute of Arts, Detroit)
- Mare de Déu amb l'Infant (1651, oli sobre tela, 92,1 x 77,8 cm, Institute of Arts, Detroit)
- Anunciació (1653-1655, oli sobre tela, 52 x 40 cm, Museu del Louvre, París)
- Àngel de l'Anunciació (1653-1655, oli sobre tela, 53 x 40 cm, Museu del Louvre, París)
- Maria Maddalena (1660-1670, oli sobre tela, 73 x 56 cm, Palau Pitti, Galleria Palatina, Florència)
- Natura morta amb flors (1662, oli sobre taula 70 x 55 cm, Galleria degli Uffizi, Florència)
- El nen Jesús amb una corona de flors (1663, Museu Thyssen-Bornemisza, Madrid)
- Salomé amb el cap del Baptista (1665-1670, oli sobre tela, 122,6 x 96,5 cm (Castell de Windsor, Londres)
- Sant Mateu escrivint el seu Evangeli (1670, oli sobre tela, 53 x 44 cm, Getty Center, Los Angeles)
- Mare de Déu amb l'Infant (1675, oli sobre taula, 86 x 68 cm, Florència, Palau Pitti, Galleria Palatina)
- Àngel de la Guarda (1675, oli sobre tela, Museu Dell'Opera del Duomo, Prato)
- David amb el cap de Goliath (1680, oli sobre tela, 131,5 x 106 cm, Museu de Belles Arts de Boston)